# Wołów
Wołów [ˈvɔwuf], tyska: Wohlau, latin: Wolavia, är en stad i sydvästra Polen och huvudort i distriktet Powiat wołowski i Nedre Schlesiens vojvodskap, belägen 46 kilometer nordväst om Wrocław. Tätorten hade 12 616 invånare i juni 2014 och utgör centralort i en stads- och landskommun med totalt 22 903 invånare samma år.

## Geografi
Staden ligger i västra delen av Trzebnickiebergen vid floden Juszka.

## Historia

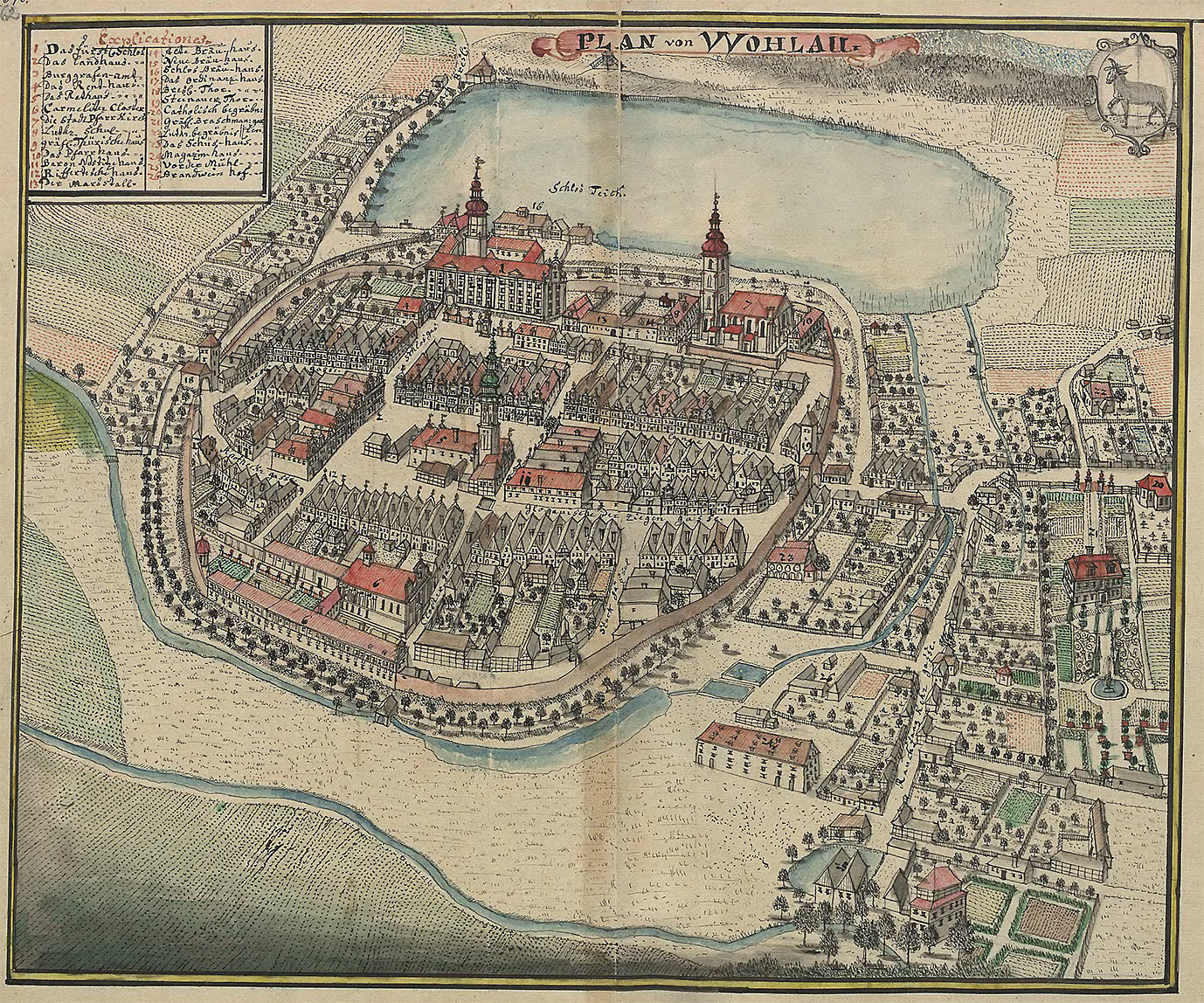
Wohlau i mitten av 1700-talet, teckning av Friedrich Bernhard Werner.

Staden hade stadsrättigheter senast 1285, då den första gången omnämns som stad. 1329 blev den tillsammans med hertigdömet Oels en del av kungariket Böhmen. Från 1413 var den säte för det böhmiska hertigdömet Wohlau. Stadens namn kommer från det polska ordet wół, "oxe", och det äldsta bevarade sigillet från 1473 visar en oxe som fortfarande är del av stadsvapnet. 
Tillsammans med Böhmen blev 1526 Wohlau del av huset Habsburgs arvländer, men var fram till 1675 residensstad för hertigarna av Liegnitz-Brieg-Wohlau, av huset Piast. Efter österrikiska tronföljdskriget blev den 1742 del av kungariket Preussen, från 1871 även som del av Tyskland. Staden skadades svårt i slutet av andra världskriget 1945 men återuppbyggdes efter kriget, nu officiellt under sitt polska namn Wołów. Den tysktalande befolkningen fördrevs och ersattes med polska bosättare och flyktingar under åren efter kriget.

## Kommunikationer
Staden har en järnvägsstation på stambanan mellan Wrocław och Rzepin, med fjärrförbindelser i riktning mot Wrocław och Szczecin.

## Kända invånare
- Maria Cunitz (1610-1664), astronom.
- Christian Knorr von Rosenroth (1636-1689), poet och författare.
- Oskar Müller (1896-1970), kommunistisk politiker.